# Joo Sae-hyuk
Joo Sae-hyuk (Seul, 20 de janeiro de 1980) é um mesa-tenista sul-coreano. 

## Carreira
Joo representou seu país nos Jogos Olímpicos de 2004, e 2012, na qual conquistou a medalha de prata por equipes em 2012. 